# 1420년대
1420년대는 1420년부터 1429년까지를 가리킨다.

## 연호
| 연도   | 중국      | 한국      | 일본        |
| ------ | --------- | --------- | ----------- |
| 1420년 | 영락 18년 | 세종 2년  | 오에이 27년 |
| 1421년 | 영락 19년 | 세종 3년  | 오에이 28년 |
| 1422년 | 영락 20년 | 세종 4년  | 오에이 29년 |
| 1423년 | 영락 21년 | 세종 5년  | 오에이 30년 |
| 1424년 | 영락 22년 | 세종 6년  | 오에이 31년 |
| 1425년 | 홍희 원년 | 세종 7년  | 오에이 32년 |
| 1426년 | 선덕 원년 | 세종 8년  | 오에이 33년 |
| 1427년 | 선덕 2년  | 세종 9년  | 오에이 34년 |
| 1428년 | 선덕 3년  | 세종 10년 | 쇼초 원년   |
| 1429년 | 선덕 4년  | 세종 11년 | 에이쿄 원년 |